# August Ludwig von Schlözer
August Ludwig von Schlözer (Kirchberg an der Jagst, 5 de julio de 1735-Heidelberg, 9 de septiembre de 1809) fue un historiador alemán, destacado por fundamentar bases para el estudio crítico de la historia de Rusia.
Nació y vivió los primeros años de su vida en el distrito de Kirchberg an der Jagst, ubicado en el Reino de Wurtemberg. Todos los miembros de su familia eran clérigos protestantes. En 1751 comenzó sus estudios de Teología en la Universidad de Halle-Wittenberg, pero tres años después, en 1754, dejó sus estudios de Teología para matricularse en la Universidad de Gotinga, en donde se dedicó a estudiar Historia. En 1755 viajó a Estocolmo para trabajar como profesor. Meses después, estudió en la Universidad de Upsala, junto al filólogo Johan Ihre, en donde se centró en la historia del  Nórdico antiguo y del Pueblo godo. Posteriormente regresó a Estocolmo para servir como secretario de comercio alemán. Durante ese tiempo, escribió varios ensayos en lengua sueca, de los cuales destacan uno sobre la historia de Suecia y otro sobre La Historia General de Comercio y de la navegación en los tiempos más antiguos en Fenicia. Ambos ensayos fueron publicados en 1758.
En 1761 se trasladó a San Petersburgo para desempeñarse como compañero y asistente literario del historiador ruso Gerhard Friedrich Müller. Schlözer comenzó a aprender ruso y a estudiar la historia de Rusia. En 1765, Schlözer fue nombrado por la zarina Catalina II miembro ordinario y profesor de la Academia de la Historia Rusa. En 1767 fue nombrado miembro extranjero de la Real Academia de las Ciencias de Suecia. En ese mismo año, Schlözer abandonó Rusia y se fue a vivir a Gotinga, y en 1769 empezó a dar clases en la universidad como profesor ordinario, teniendo como alumnos a personas sobresalientes, como es el caso de Arnold Hermann Ludwig Heeren, Karl Friedrich Eichhorn y Johannes von Müller.
Cabe destacar que Schlözer se opuso y criticó seriamente las teorías de Johann Bernhard Basedow, un pedagogo alemán reconocido por enfocar la educación mediante juegos y actividades más dinámicas, y por separar a los niños y a las niñas en su educación. En cambio, estuvo influenciado por la filosofía de personalidades como John Locke o Montesquieu.
En 1804, Schlözer fue ennoblecido y elegido como consejero privado por el zar Alejandro I de Rusia. En 1806, Schlözer se retiró de todas sus actividades laborales. Murió en Heidelberg, Alemania, el 9 de septiembre de 1809.
Su forma de ver la historia universal influyó a historiadores como Nikolái Karamzín y a profesores famosos como Mijaíl Kachenovsky y Mijaíl Pogodin.

## Historia Universal
Schlözer publicó una obra muy famosa y reconocida acerca de la historia universal: Weltgeschichte nach ihren Haupttheilen im Auszug und Zusammenhänge (Principales elementos de la historia del mundo en fragmentos y el contexto), la cual proporcionaba fundamentos muy relevantes para el estudio de la Historia universal, aunque hay algunas partes de la obra que son de difícil comprensión porque están incompletas. 
Schlözer clasificó la historia universal en seis etapas históricas:
- Urwelt (Mundo primitivo): Abarca desde la Creación del universo hasta el Diluvio universal.
- Dunkle Welt (Mundo oscuro): Abarca desde el Diluvio universal hasta las primeras fuentes de escritura en la humanidad.
- Vorwelt (Mundo antiguo): Abarca hasta la caída del Imperio Persa.
- Alte Welt (Viejo mundo): Abarca hasta la caída del Imperio romano, en el año 476.
- Mittelalter (Edad Media): Abarca hasta el descubrimiento de América por Cristóbal Colón, en 1492.
- Neue Welt (Nuevo Mundo): Abarca desde 1492 hasta el presente.

- Datos: Q61318
- Multimedia: August Ludwig von Schlözer / Q61318